# انتخابات مجلس الشورى المصري 2010
انتخابات مجلس الشورى المصري 2010 هي انتخابات أجريت في مصر في يوم 1 يونيو 2010، وأجريت جولة الإعادة يوم 8 يونيو.

## انتقادات للترتيبات الانتخابات البرلمانية

### مراقبة الانتخابات
لم تتم هذه الانتخابات تحت إي إشراف قضائي وتم رفض الإشراف الدولي لهذه الانتخابات حيث قال الأمين العام المساعد أمين السياسات في الحزب الوطني الديمقراطي جمال مبارك في مؤتمر صحافي "إن هذا الأمر يحكمه القانون والدستور الذي أتاح لمنظمات المجتمع المدني الرقابة على الانتخابات". وأكد أمين التثقيف في الحزب محمد كمال أن الحزب يرحّب برقابة المنظمات الوطنية لكنه يرفض الرقابة الدولية، معتبراً أن إلغاء الإشراف القضائي على الانتخابات لا يمس نزاهتها. وقال "معظم دول العالم لا يوجد فيها إشراف قضائي على الانتخابات ومع ذلك تكون نزيهة وحيادية."
وكانت هناك مخاوف من قبل المعارضة إن تشبث النظام الحاكم بالسلطة وعدم استعداده للتخلى عنها تحت أي ظرف يمثل عقبة كبيرة في طريق الديمقراطية وهو ما أكده عبد المنعم سعيد رئيس مجلس إدارة الأهرام وعضو لجنة السياسات في الحزب الوطني الديمقراطي للصحيفة قائلا إن "النظام لن يتخلى عن السلطة حتى لو اضطر إلى إجراء انتخابات مزورة." 

## ملخص للنتائج انتخابات مجلس الشورى المصري 2010
| الأحزاب                             | المقاعد | المقاعد | المقاعد |
| الأحزاب                             | الأول   | الثاني  | المجموع |
| ----------------------------------- | ------- | ------- | ------- |
| (الحزب الوطني الديمقراطي)           | 74      | 6       | 80      |
| (حزب التجمع الوطني التقدمي الوحدوي) | 1       | 0       | 1       |
| (حزب الغد)                          | 1       | 0       | 1       |
| (الحزب العربي الديمقراطي الناصري)   | 1       | 0       | 1       |
| (حزب الجيل الديمقراطي)              | 1       | 0       | 1       |
| أعضاء غير منتخبين                   |         |         | 44      |
| مستقلون (آخرون)                     | 0       | 4       | 4       |
| مستقلون (إخوان مسلمون)              | 0       | 0       | 0       |
| المجموع                             | 78      | 10      | 132     |